# Elecciones presidenciales de Bielorrusia de 2010
Las elecciones presidenciales de 2010 tuvieron lugar en Bielorrusia el 19 de diciembre de 2010. La elección fue planeada originalmente para principios de 2011. No obstante, la fecha se estableció durante una sesión extraordinaria de la Asamblea Nacional de Bielorrusia el 14 de setiembre de 2010.
De los candidatos, el que era presidente en el cargo, Aleksandr Lukashenko, fue declarado ganador por la Comisión Electoral Central, con el 79,67% de los votos. Andrej Sannikau (Andrei Sannikov) recibió el segundo mayor porcentaje. Después de una protesta que fue violentamente reprimida por la policía antidisturbios en la noche después de la elección, centenares de manifestantes y siete candidatos presidenciales fueron arrestados por la KGB, incluido el candidato Andréi Sannikov.
Los países occidentales condenaron la elección como una farsa y una ofensa flagrante a la democracia y los derechos humanos. Los Estados Unidos y la Unión Europea pidieron la liberación de todos los excandidatos presos, pero no hicieron nada más, excepto una prohibición de viajar a Lukashenko. En cambio, países como Siria, la China, Vietnam, y Rusia felicitaron al titular reelegido.

## Antecedentes
Durante las protestas que siguieron al referéndum de 2004 y a las elecciones parlamentarias simultáneas de 2004, hubo varias detenciones de manifestantes contra los resultados de las elecciones y del referéndum y hubo informes de candidatos de la oposición que fueron golpeados por la policía. Más manifestantes fueron arrestados durante otras protestas tras las elecciones presidenciales de 2006, la llamada "Revolución de los Jeans".  Durante la presidencia de Lukashenko, Bielorrusia nunca ha celebrado unas elecciones consideradas justas por los observadores occidentales.
La nueva Constitución, promulgada en 1994, ha sido enmendada dos veces: la primera enmienda, en 1996, aumentó el poder de la presidencia y estableció un parlamento bicameral. En 2004 se abolió el límite de dos mandatos presidenciales. Según la OSCE, el poder ejecutivo del gobierno bielorruso tiene autoridad significativa sobre los demás poderes, aunque el artículo 6 de la Constitución de Bielorrusia incluye el principio de separación de poderes. También afirmó que el sistema político bielorruso está compuesto por estructuras de partidos políticos débiles y sin diputados de la oposición en el parlamento anterior.

## Campaña
El período previo a la campaña estuvo marcado por una serie de ataques de los medios rusos contra el presidente en ejercicio, Alexander Lukashenko. La cadena de televisión NTV transmitió durante julio un documental de varias partes titulado 'El Padrino' que destaca la sospechosa desaparición de los líderes de la oposición Yury Zacharanka y Viktar Hanchar, el empresario Anatol Krasoŭski y el periodista Dzmitry Zavadski a fines de la década de 1990, además de destacar una declaración que Lukashenko había hecho aparentemente elogiando a Adolf Hitler. Lukashenko calificó el ataque mediático como "propaganda sucia".
La campaña comenzó oficialmente el 19 de noviembre, con candidatos celebrando reuniones individuales en todo el país y comenzando sus transmisiones por televisión y radio a través de los medios estatales bielorrusos.  Cada candidato tenía derecho a realizar dos emisiones de 30 minutos en la televisión y la radio bielorrusas hasta el 4 de diciembre, y podía participar en un debate en directo en los medios.

### Muerte de Aleh Byabenin
En la primera semana de septiembre de 2010, el secretario de prensa de la campaña del candidato Andréi Sannikov Aleh Byabenin, fue encontrado ahorcado. Biabienin había sido un miembro clave de la campaña de Sannikov, y también fue director y cofundador de Charter97, un grupo y sitio web de oposición y uno de los pocos medios de información sobre los candidatos de la oposición durante las elecciones. La investigación oficial dictaminó que la muerte fue un suicidio, pero Sannikov expresó sus sospechas; dijo que Biabienin tenía buena salud mental, no había nota de suicidio y había lesiones inexplicables en el cuerpo.

## Conducta
La Comisión Electoral Central de Belarús (CEC) dijo que estaba dispuesta a cooperar con la Oficina de Instituciones Democráticas y Derechos Humanos de la OSCE en la supervisión de las elecciones
La CEC lanzó una advertencia al movimiento “ ¡Diga la verdad! ” de Uladzimir Nyaklyayew por violar la legislación electoral cuando su organización reunió firmas de electores no elegibles para “listas de suscripción”.
El 15 de diciembre de 2010, Andrei Sannikov presentó dos denuncias ante la Comisión Electoral Central, exigiendo que se retire el registro de Alexander Lukashenko y que se destituya del cargo a Lidia Yermoshina, la presidenta de la CEC. En ambos casos, Sannikov afirmó que sus cargos eran ilegales. Jarmošyna era miembro del equipo político de Lukashenko, lo que comprometía su neutralidad, y estaba bajo escrutinio internacional por presuntamente manipular las elecciones anteriores. También mencionó que Lukashenko ignoró sus propias directrices sobre el tiempo permitido a los candidatos presidenciales hablar en televisión (dos apariciones de 30 minutos cada una). Lukashenko también celebró "reuniones de propaganda" en lugares no incluidos en la lista del Comité Ejecutivo de la ciudad de Minsk donde podían celebrarse reuniones: Lukashenko celebró un gran evento en el Palacio de la República y lo financió con el presupuesto estatal contra las reglas. Las quejas fueron ineficaces.

## Resultados
| Candidatos-Partidos | Votos     | %      |
| --- | --------- | ------ |
| Alexander Lukashenko | 5 130 557 | 79.65  |
| Andrei Sannikaŭ | 156 419   | 2.43   |
| Jarosław Romańczuk – Partido Cívico Unido de Bielorrusia | 127 281   | 1.98   |
| Ryhor Kastusioŭ – Partyja BPF | 126 999   | 1.97   |
| Uladzimir Niakliajeŭ | 114 581   | 1.78   |
| Vital Rymasheŭski – Democracia Cristiana Bielorrusa | 70 515    | 1.09   |
| Viktor Tereshchenko | 76 764    | 1.19   |
| Mikalai Statkievich – Partido Socialdemócrata Bielorruso (Asamblea) | 67 583    | 1.05   |
| Ales Michalevich | 65 748    | 1.02   |
| Dmitry Uss | 25 117    | 0.39   |
| Contra todos | 416 925   | 6.47   |
| Votos válidos | 6 382 234 | 99.03  |
| Votos inválidos | 62 542    | 0.97   |
| Total votos (90.70%) | 6 444 776 | 100.00 |
| Votantes elegibles | 7 105 660 |        |
| Fuente: Сообщение Центральной комиссии Республики Беларусь по выборам и проведению республиканских референдумов об итогах выборов Президента Республики Беларусь (en ruso) (Report by State Electoral Commission of Belarus) |           |        |